# Miconia tenensis
Miconia tenensis är en tvåhjärtbladig växtart som beskrevs av Markgr.. Miconia tenensis ingår i släktet Miconia och familjen Melastomataceae. Inga underarter finns listade i Catalogue of Life.